# 新進商事
新進商事株式会社（しんしんしょうじ、英: Shin Shin Co.,Ltd.）は、東京都江戸川区に本社を置く建設機械の輸出入・買取・販売、輸出代行、商談サイトの運営、パーツ販売サイトの運営を行う会社である。

## 事業内容
- HAT10：中古の建設機械や建設機械パーツの在庫状況やお得な情報等の公開[1]
- 輸出おまかせ：中古の建設機械の輸出代行[2]
- 千乃蔵：油圧ショベルやブルドーザー等の建設機械および農業機械等に関する部品の販売[3]
- 仕入先企業募集：建機部品を販売している千乃蔵で新規仕入先の募集[4]
- 買取査定：使わなくなった中古の建設機械や重機、アタッチメント等の買取[5]

## 関連会社
- 天空株式会社：2021年8月に設立された、EC事業、システム開発、システムコンサルティング、不動産業を行う会社である。新進商事株式会社の100%子会社である[6]。
- KENKEY:建設機械や農業機械、運搬車両などの「はたらく機械」に関する総合情報サイトKENKEYおよび中古機械売買マーケットプレイスBIGLEMONを運営している